# أولاد بوحدو (أولاد بوحدو)
أولاد بوحدو هو دُوَّار يقع بجماعة كريفات، إقليم الفقيه بن صالح، جهة بني ملال خنيفرة في المملكة المغربية. ينتمي الدوّار لمشيخة أولاد بوحدو التي تضم 7 دواوير. يقدر عدد سكانه بـ 3135 نسمة حسب الإحصاء الرسمي للسكان والسكنى لسنة 2004.

## روابط خارجية
- البوابة الوطنية للجماعات الترابية
- المندوبية السامية للتخطيط